# 鷲羽山駅
鷲羽山駅（わしゅうざんえき）は、かつて岡山県倉敷市下津井田之浦二丁目に存在した下津井電鉄下津井電鉄線の駅（廃駅）である。

## 概要
鷲羽山が国の名勝として指定され、登山客の増加により利便性確保および旅客誘致のため開設された駅である。当初は4月から11月のみ営業する臨時駅の扱いであったが、すぐに通年営業に変わり冬季休業することはなかった。
瀬戸大橋開業後、下津井電鉄は瀬戸大橋を展望できることを宣伝し、観光路線への脱却をはかった。しかし、実際に瀬戸大橋を展望できるのはこの鷲羽山駅付近のみであり、鷲羽山駅 - 琴海駅にて瀬戸中央自動車道、瀬戸大橋線をくぐる区間と、鷲羽山山頂から西側へ下った、岡山県道393号鷲羽山公園線（鷲羽山スカイライン）沿いの区間だけであった。
モータリゼーションの進行による乗客の減少、および瀬戸大橋線により下津井電鉄のバス部門の主力路線である岡山 - 児島の乗客が減少し、鉄道線の赤字補填が困難となったため、1991年（平成3年）1月1日に下津井電鉄線と共に廃止された。

## 歴史
- 1930年（昭和5年）11月19日：鷲羽山が国の名勝に指定される[2]。
- 1931年（昭和6年）5月1日：臨時駅として鷲羽山駅が開業する[1]。
  - 当時の所在地表示は岡山県児島郡下津井町大字田之浦であった[3]。
- 1931年（昭和6年）7月10日：常設駅となる[1]。
- 1948年（昭和23年）4月1日：児島市成立に伴い、所在地表示が岡山県児島市田之浦となる[3]。
- 1967年（昭和42年）2月1日：倉敷市（第2次）成立に伴い、所在地表示が岡山県倉敷市下津井田之浦となる[3]。
- 1968年度 - 駅員委託化[1]。
- 1972年（昭和47年）4月1日：茶屋町 - 児島間廃止。駅員無人化[1]。
- 1973年（昭和48年）：住居表示の実施により、所在地表示が現行のものになる[3][4]。
- 1984年（昭和59年）10月1日：瀬戸中央自動車道・JR本四備讃線との交差部分となる、琴海 - 鷲羽山間のトンネル（延長134.8 m）工事が着工する。同トンネルが下津井電鉄線として初のトンネルとなる。
- 1985年（昭和60年）：琴海 - 鷲羽山間に建設中のトンネル工事のため、工事区間が仮線へ移動する。
- 1986年（昭和61年）5月15日：駅舎を撤去。瀬戸大橋展望を考慮してホームを下津井方に40 m延長し、モハ110車体を用いて待合室兼瀬戸大橋眺望室とした[1]。
- 1987年（昭和62年）3月：瀬戸中央自動車道・JR本四備讃線との交差部分のカルバート・ボックストンネルが完成する[5]。
- 1991年（平成3年）1月1日：児島駅 - 下津井駅間が廃止。同時に鷲羽山駅も廃止される。

## 駅構造
単式ホーム1面1線の地上駅であった。
1986年（昭和61年）の改良工事でプラットホームを下津井方に40 m延長して、そこに廃車となった車輌（モハ110）の車体を利用した待合室が設けられた。延長された部分の構造は、支柱を立てて上面に板を張った簡便な物だった。
それまでの駅は木造の待合室・駅員室（位置は東下津井駅寄りの端で現在公衆トイレが建っている所）とホーム上屋があり、ホームはレール方向に張られた柵で2つに仕切られ、その柵に改札口が設けられていた。柵で仕切られたホームの線路と逆の側はコンコース的な位置づけであり、待合室もこちら側に区切られていた。またホーム上屋には、大きな駅名標と利用客に対する注意案内書きが設置されていた。この待合室・駅員室と上屋は上記の改良工事の際に撤去され、ホーム上の柵だけが残されていた。

## 廃止後
- 廃止区間（児島駅 - 下津井駅）は、歩行者と自転車専用道「風の道」として整備されている。
- プラットホームが現存し、鷲羽山駅跡を記す駅名標を象った碑とベンチと公衆トイレがある。1986年に延長されたホームの部分は自転車専用道として整備された際に路面と同じ高さに整えられ、元来のホームとはスロープでつながる形に改修されている。またかつて廃車体の待合室が置かれていた場所には展望台も整備されている。
- 鷲羽山下電ホテル駐車場に移設されたクハ24・ホカフ9の横に、かつての駅名標を再現した「わしうざん」駅名標が設置されている[6]。

## ギャラリー

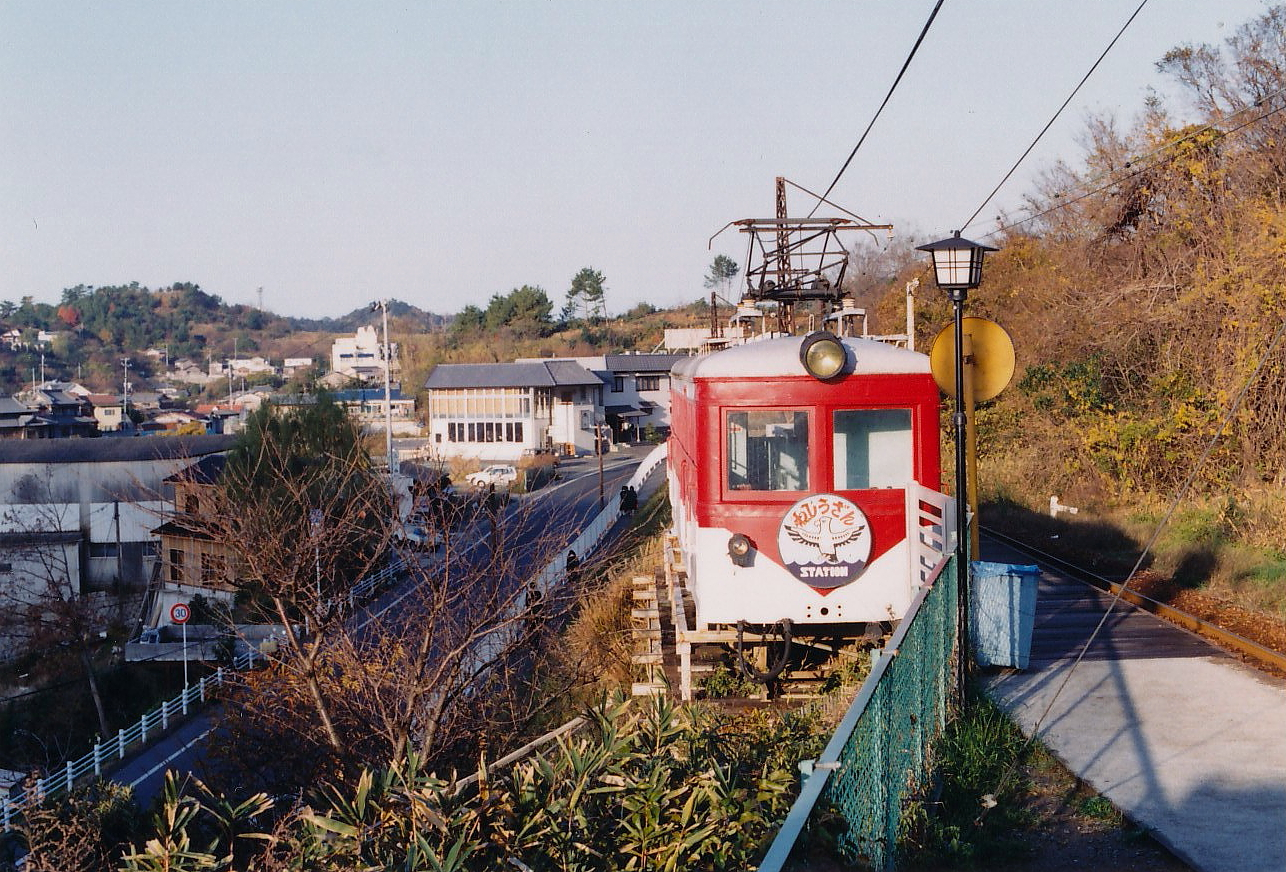
モハ110の車体を利用した鷲羽山駅待合室（1989年）
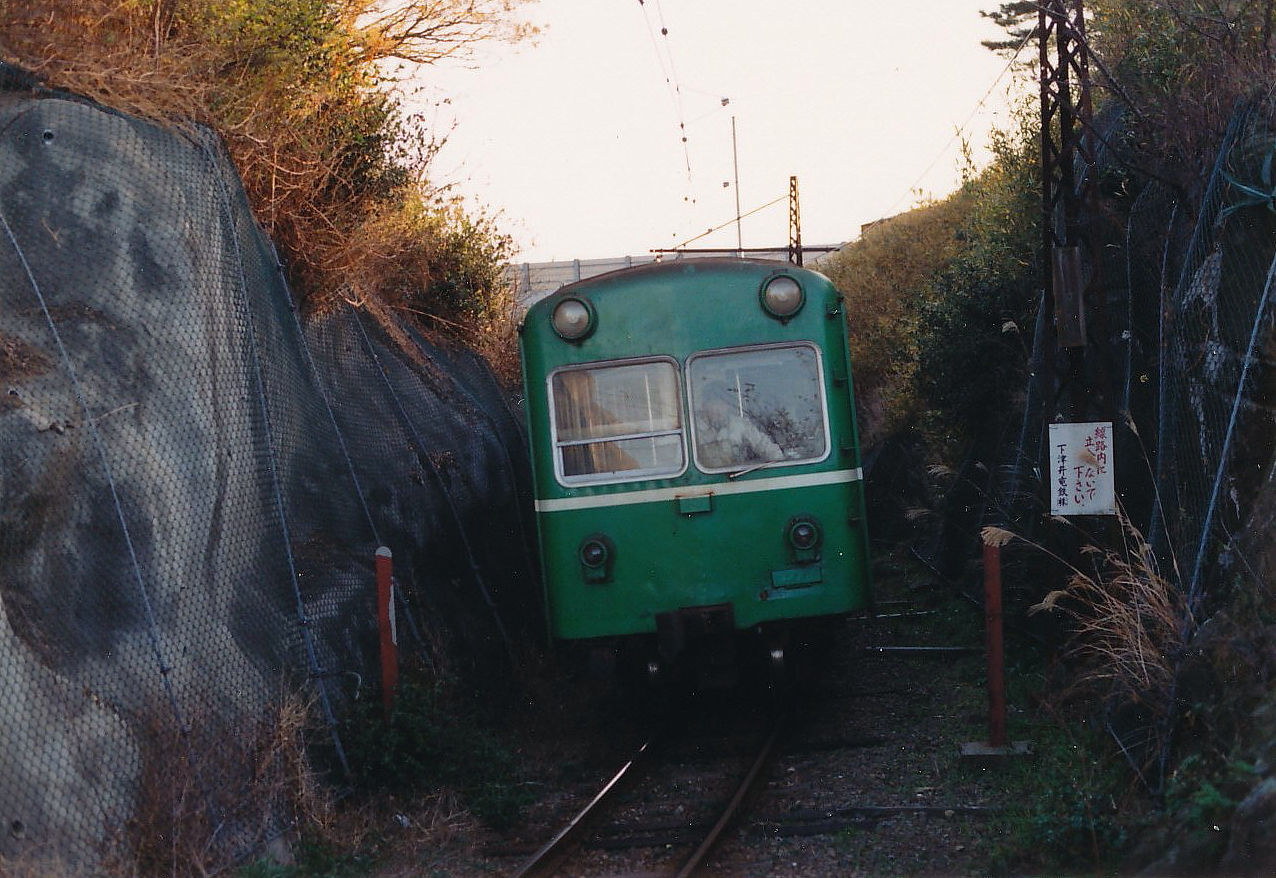
鷲羽山駅に入線するフジカラー号（1989年）
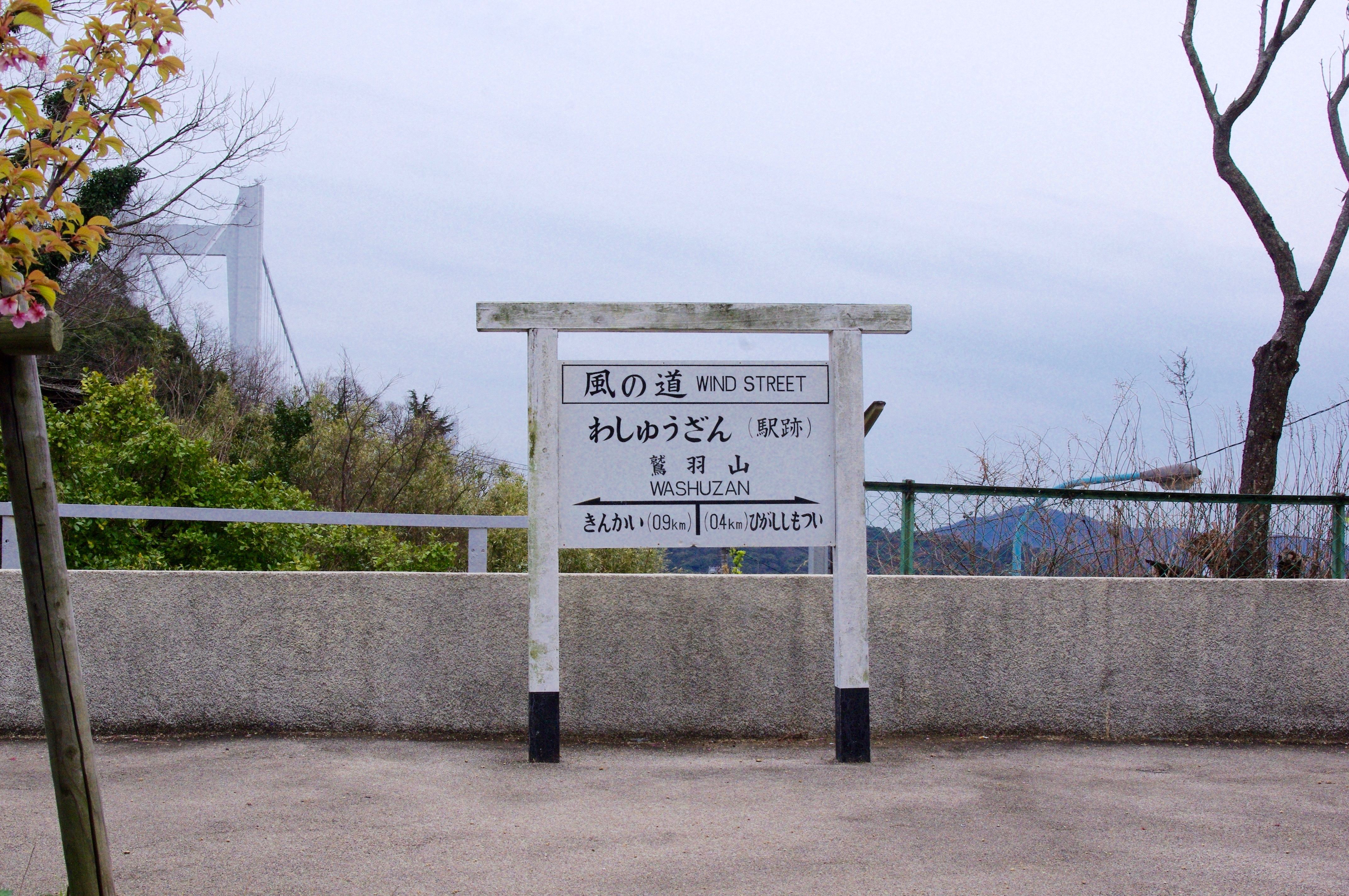
鷲羽山駅跡（2016年）
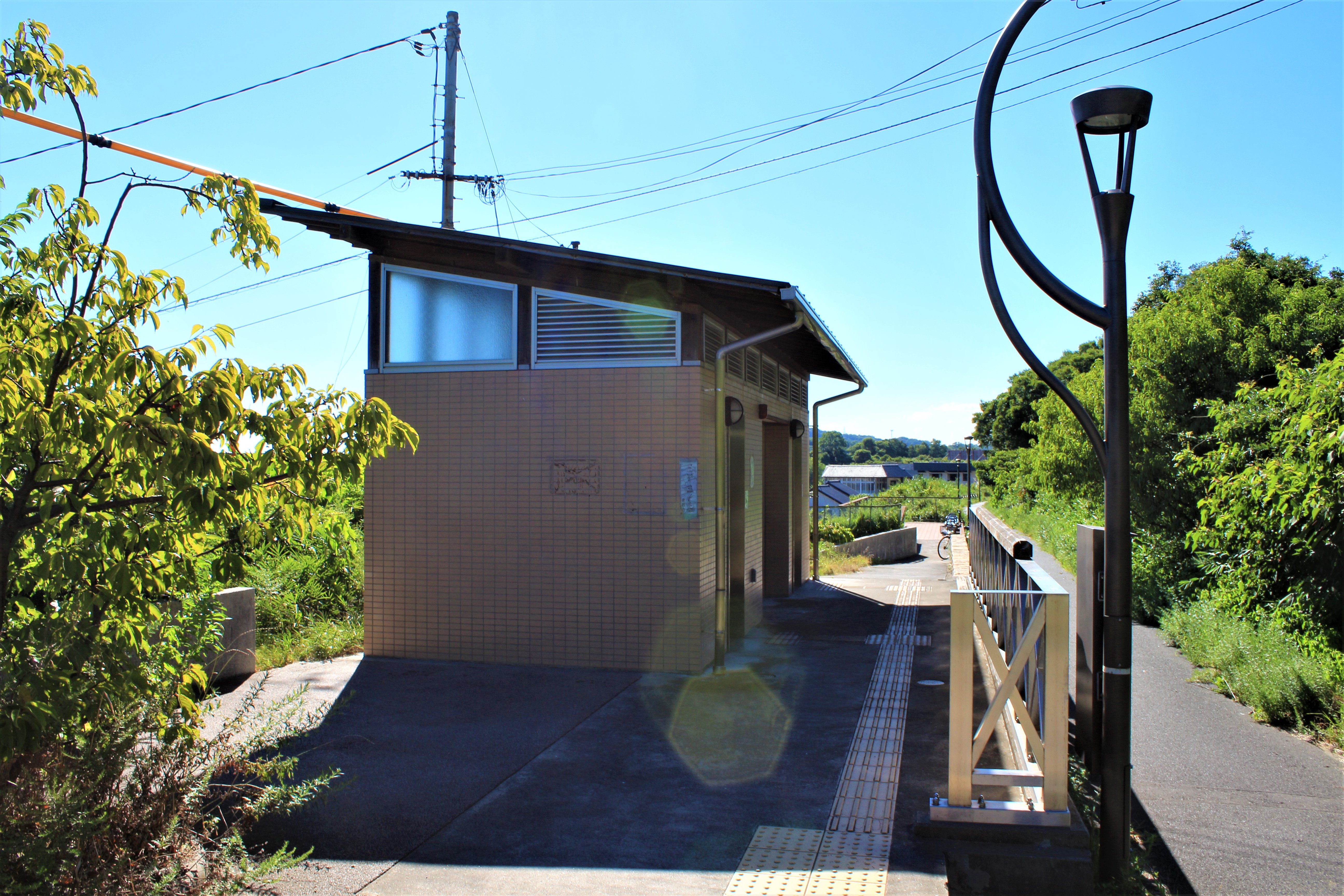
鷲羽山駅跡公衆トイレ（2021年）
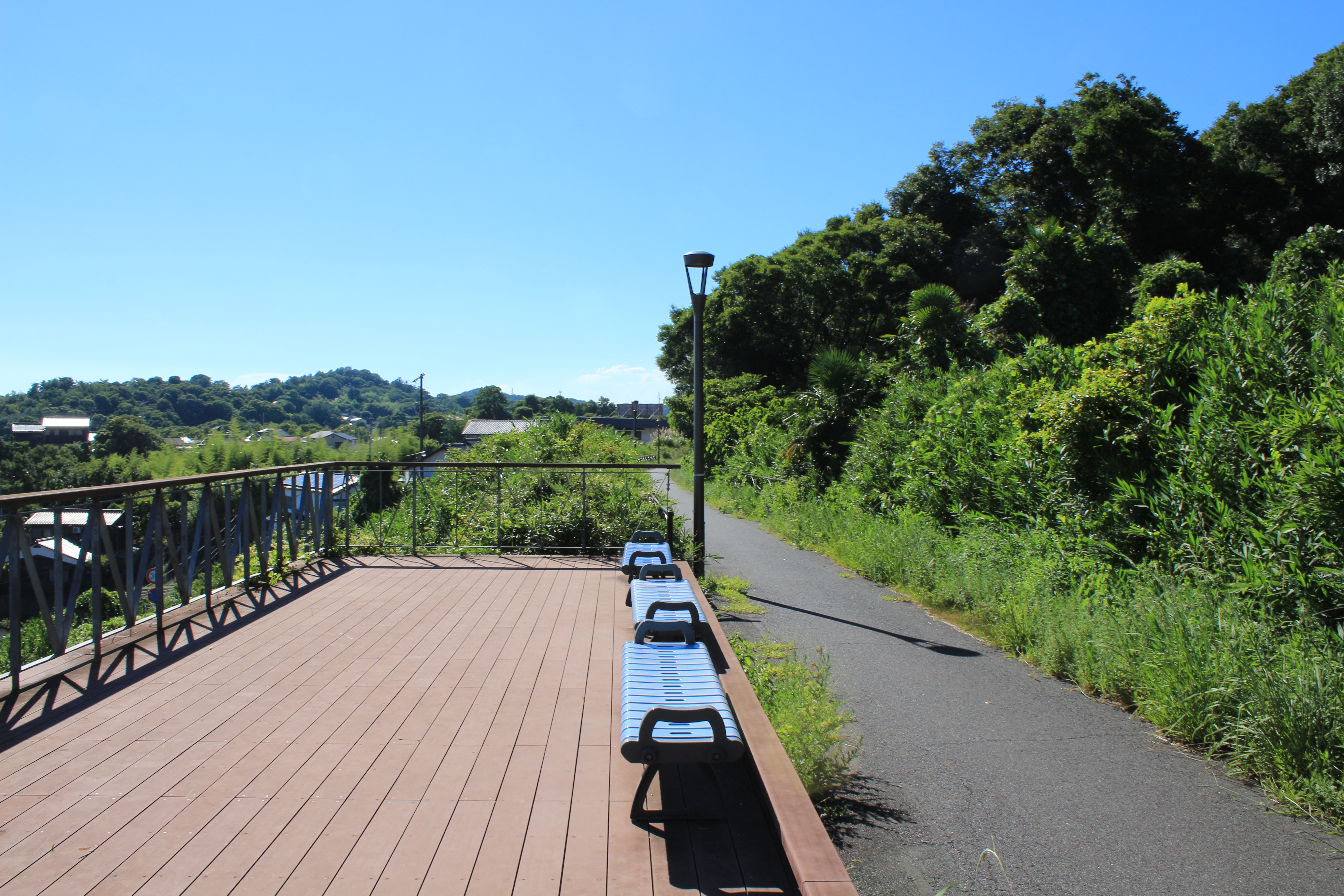
鷲羽山駅跡展望台（2021年）

## 隣の駅
下津井電鉄
下津井電鉄線
東下津井駅 - 鷲羽山駅 - 琴海駅